# A Rose for the Dead
A Rose for the Dead prvi je EP norveške gothic metal grupe Theatre of Tragedy i ujedno zadnje izdanje te grupe u doom metal stilu. Pjesma "Decades" obrada je pjesme sastava Joy Division.

## Popis skladbi
1. A Rose for the Dead  – 5:11
2. Der Spiegel  – 5:17
3. As the Shadows Dance  – 5:28
4. And When He Falleth (Remix)  – 5:13
5. Black As the Devil Painteth (Remix)  – 4:29
6. Decades (Bonus skladba)  – 6:36